# Tubylcze ludy Kanady
Rdzenne ludy Kanady to pierwotni osadnicy terytorium obecnej Kanady oraz ich potomkowie. Ostatnie wykopaliska archeologiczne ujawniły ślady osadnictwa datowane na 30 000 lat. Uważa się, że część tych ludów dotarła na kontynent, pokonując Cieśninę Beringa ze wschodniej Syberii w Azji i docierając na Alaskę.
Rząd Kanady uznaje trzy grupy ludności tubylczej: Pierwsze Narody, Inuitów i Metysów. Według spisu powszechnego z 2021 r. w Kanadzie mieszka około 1,8 miliona rdzennych mieszkańców, co stanowi 5% całkowitej populacji kraju. Wśród nich 58% to członkowie Pierwszych Narodów, 34,5% stanowią Metysi, a 3,9% stanowią Inuici. W 2017 r. Ministerstwo do spraw Rdzennej Ludności i Spraw Północy (Indigenous and Northern Affairs Canada, INAC) uznało około 630 grup plemiennych.
Od czasu kolonizacji Ameryki przez Europejczyków wielu rdzennych mieszkańców padło ofiarą przymusowej asymilacji kulturowej, obejmującej zakaz praktykowania ich religii i tradycyjnych kultur, oraz rozdzielanie rodzin i przymusowego posyłania dzieci do szkół z internatem przeznaczonych dla rdzennych mieszkańców.
Obecnie ludność rdzenna boryka się ze znacznymi problemami społeczno-ekonomicznymi. Wiele osób żyje poniżej granicy ubóstwa, a ich liczba jest nadreprezentowana w populacji więziennej kraju.
Ich próba odzyskania tożsamości w obliczu przemocy kolonialnej jest w fazie rozwoju i zyskuje poparcie wielu kanadyjskich grup. Mimo to ludy rdzenne nadal padają ofiarą rasizmu i kolonializmu.

## Historia

### Paleolit

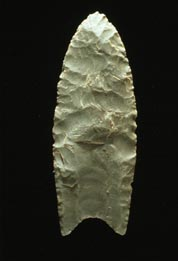
Grot strzały z okresu Clovis

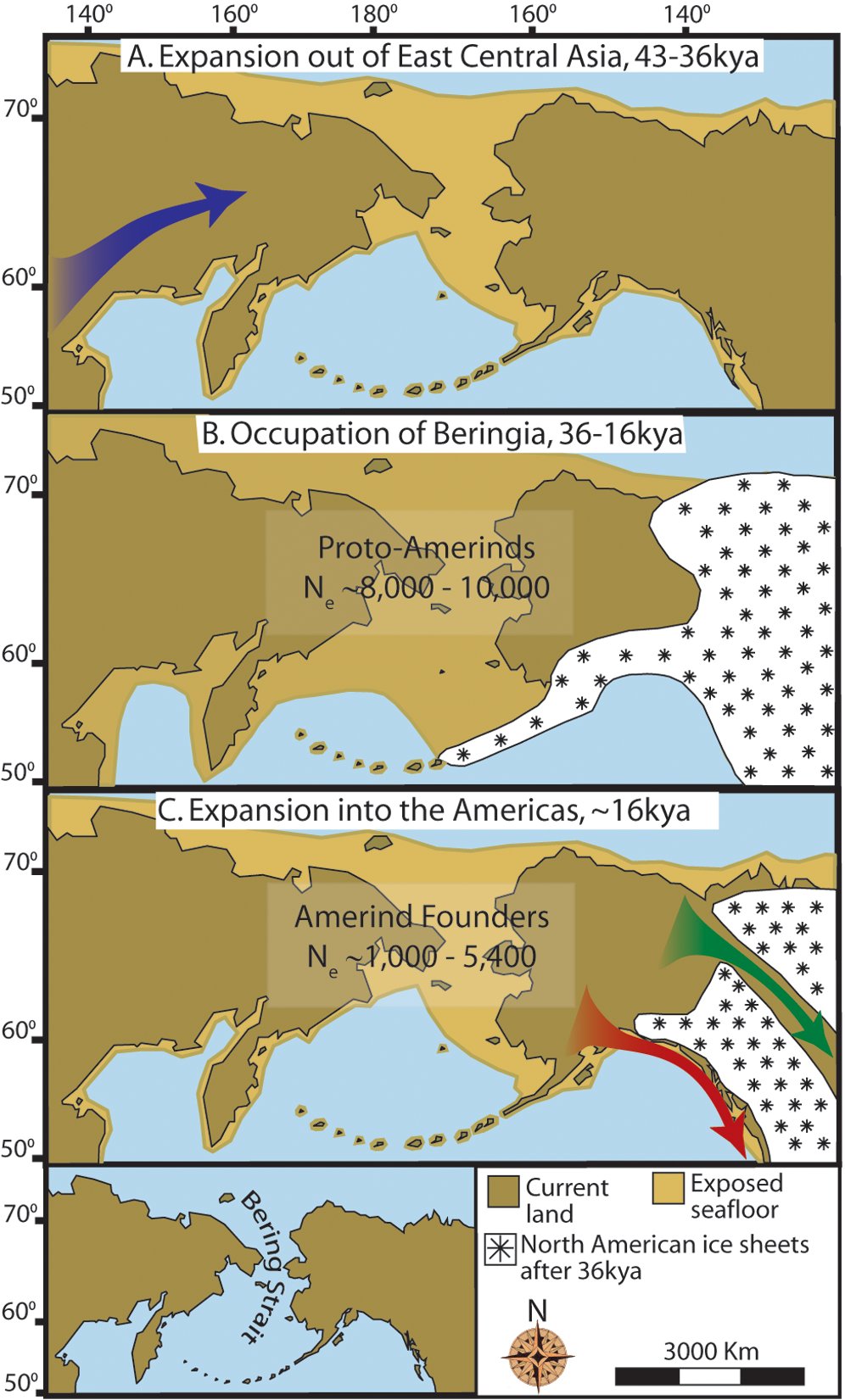
Mapa przedstawiająca każdą z trzech faz pierwszej kolonizacji Ameryki

Według badań archeologicznych i genetycznych Ameryki były ostatnimi kontynentami na świecie, które zostały zamieszkane przez ludzi. W czasie zlodowacenia Wisconsin, od 50 000 do 17 000 lat temu, obniżający się poziom mórz umożliwił ludziom przekroczenie Beringii, pomostu lądowego między Alaską i wschodnią Syberią. Ponieważ Alaska była wolna od lodu ze względu na niewielkie opady śniegu, mogła się tam osiedlić niewielka populacja. Lądolód laurentyński pokrył jednakże większą część Kanady, uniemożliwiając nowym, wędrownym mieszkańcom przemieszczanie się dalej, niż do Alaski, gdzie musieli pozostać przez kilka tysięcy lat.
Badania genetyczne rdzennych ludów obu Ameryk sugerują, że pierwsi mieszkańcy mieli wspólną populację przodków, która rozwijała się w izolacji. Łącząc te wyniki z badaniami archeologicznymi, można przypuszczać, że jest to populacja z Beringii, będąca izolowaną przez okres od 10 000 do 20 000 lat. Około 16 500 lat temu lodowce zaczęły topnieć, co umożliwiło ludziom przemieszczanie się na południe i na wschód do Kanady oraz dalej w głąb Ameryki.
Pierwsi mieszkańcy Ameryki Północnej przybyli do Kanady co najmniej 15 000 lat temu. Najbardziej prawdopodobną hipotezą jest to, że pierwsi mieszkańcy przybyli do Ameryki, polując na plejstoceńskie ssaki, takie jak olbrzymie bobry, żubry stepowe, piżmowoły, mastodonty, mamuty włochate i starożytne renifery. Badania archeologiczne na Jukonie, w regionie, którego nie dotknęły zlodowacenia plejstoceńskie, wykazały, że człowiek jest obecny na terenie Kanady od około 12 000 lat.

### Era prekolumbijska
Klimat w Ameryce Północnej ustabilizował się około 10 000 lat temu, upodabniając się do warunków klimatycznych, jakie panują tam współcześnie. Umożliwiło to migracje i wzrost populacji ludzkiej w Ameryce . Ogrom i różnorodność klimatów, ekologii, roślinności, fauny i podziału lądu przyczyniły się do powstania podziałów kulturowych i językowych wśród jej pierwszych mieszkańców.
Północno-zachodnia część terytorium dzisiejszej Kanady była zamieszkana przez lud Na-Dene od VIII tysiąclecia p.n.e. Są przodkami ludów posługujących się językami atapaskańskimi. Huroni osiedlili się na terytorium, które obecnie stanowi południowe Ontario, wzdłuż rzeki Eramosa około VIII i VII tysiąclecia p.n.e., głównie między jeziorem Simcoe i zatoką Georgian Bay. Od VI do V tysiąclecia p.n.e. w zachodniej Kanadzie wokół polowań na bizony rozwinęło się kilka różnych kultur rdzennych Amerykanów. Zachodnie wybrzeże, od VII do V tysiąclecia p.n.e., było świadkiem rozwoju różnych kultur skupionych wokół połowu łososia. W tym samym czasie plemię Nuu-chah-nulth z wyspy Vancouver zaczęło polować na wieloryby.

### Przymusowa asymilacja

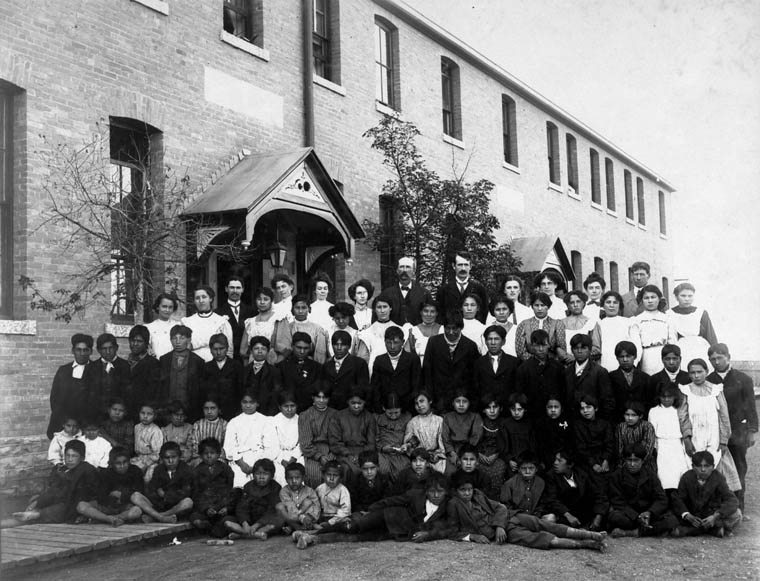
Uczniowie szkoły z internatem w Reginie, w prowincji Saskatchewan, w 1908 r.

Po podboju przez Anglików w XVIII wieku rząd Kanady zachęcał do asymilacji rdzennej ludności z "kulturą kanadyjską". Strategia ta osiągnęła swój szczyt pod koniec XIX i na początku XX wieku, podejmując szereg inicjatyw mających na celu całkowitą asymilację i podporządkowanie autochtonów. Politykę tę umożliwiły takie ustawy, jak Ustawa o stopniowej cywilizacji i Ustawa o Indianach, które promowały europejskie ideały, takie jak chrześcijaństwo, życie osiadłe, rolnictwo czy formalną edukację. Chociaż chrystianizacja rdzennej ludności Kanady rozpoczęła się wraz z przybyciem pierwszych chrześcijańskich misjonarzy w XVII wieku, to stała się bardziej systematyczna pod rządami brytyjskimi po przyjęciu w 1876 r. Ustawy o Indianach, która wprowadziła nowe kary dla tych, którzy nie przyjęli chrześcijaństwa. Przepisy te uniemożliwiały rdzennym, którzy nie byli chrześcijanami na przykład składanie zeznań lub rozpatrywanie ich spraw w sądzie, a także nie pozwalały im spożywać alkoholu. Po nowelizacji Ustawy o Indianach w 1884 r. tradycyjne praktyki religijne, takie jak potlacz, zostały zakazane. Dalsze poprawki z 1920 r. zabraniały prawnie uznanym rdzennym mieszkańcom noszenia tradycyjnych strojów i wykonywania tradycyjnych tańców. Podjęto w ten sposób próbę położenia kresu wszelkim praktykom, które nie były chrześcijańskie.
Inną strategią rządu Kanady było uczynienie autochtonów osiadłymi. Uważano, że dzięki temu łatwiej będzie ich zasymilować. W XIX wieku rząd zaczął wspierać tworzenie wzorcowych wiosek rolniczych, aby zachęcić rdzenną ludność do osiedlania się i zajmowania się rolnictwem. Ta strategia okazała się porażką. Rząd podjął więc decyzję o utworzeniu rezerwatów indiańskich na mocy Ustawy o Indianach z 1876 r. Utworzeniu rezerwatów towarzyszyły prawa ograniczające działalność autochtonów, takie jak zakaz spożywania napojów alkoholowych, ograniczenia praw do głosowania w wyborach do rad plemiennych, zmniejszenie powierzchni terenów łowieckich i rybackich oraz zakaz odwiedzania innych grup rdzennych w ich rezerwatach.
Za pośrednictwem Ustawy o stopniowej cywilizacji rząd Kanady zachęcał rdzennych Amerykanów do przyznawania emancypacji, tzn. do zniesienia wszelkich prawnych rozróżnień pomiędzy rdzennymi mieszkańcami a innymi obywatelami Kanady. W wyniku tego, autochton i jego rodzina tracili status i wszelkie prawa tubylcze. Zamiarem było, aby stali się w ten sposób „mniej dzicy" i "bardziej cywilizowani".
Ostatnią strategią rządu mającą na celu asymilację rdzennej ludności był system szkół z internatem ustanowiony na mocy Ustawy o Indianach. Celem było umożliwienie dzieciom opuszczenia swoich "dzikich" społeczności, aby stać się "cywilizowanymi obywatelami". W latach 1847–1996 rząd Kanady, we współpracy z Kościołem Katolickim, prowadził 130 szkół z internatem na terenie całego kraju dla dzieci rdzennych mieszkańców, które zmuszone zostały do opuszczenia swoich domów. W 2008 roku premier Stephen Harper oficjalnie przeprosił w imieniu rządu Kanady i jej obywateli za szkoły rezydencjalne. Od końca XIX wieku do roku 1996 w tych religijnych szkołach rezydencjalnych przymusowo umieszczono ponad 150 000 rdzennych dzieci. Dyrektor Kanadyjskiego Stowarzyszenia Opieki nad Dziećmi i Rodzinami Pierwszych Narodów zaznacza, że „Wiele dzieci wysłanych do szkół z internatem zostało zabranych bez wiedzy rodziców. Zdarzało się, że w trakcie, gdy bawili się na zewnątrz, zabierano ich i wysyłano do ośrodków. Niektórzy nigdy nie wrócili".
Ponadto w latach 60. i 80. XX wieku około 20 000 dzieci tubylczych odebrano rodzinom i umieszczono u rodzin nietubylczych w ramach tzw. łapanki "Sixites Scoop".

### Wzmożone żądania i stopniowa dekolonizacja
W ostatnim ćwierćwieczu XX wieku żądania rdzennej ludności stały się bardziej widoczne w mediach nierodzimych. Były to na przykład działania bojowe Mary Two-Axe Earley z lat 60. i 80. XX wieku, filmy reżyserki Alanis Obomsawin, publikację autobiograficznej powieści wodza Innu An Antane Kapesha w 1976 r. czy też szeroko nagłośniony opór podczas kryzysu Oka w 1990 r. Warto również zauważyć, że rdzenne kobiety potępiły swoją słabą obecność w mediach podczas Marszu Chleba i Róż w 1995 r.
Tego rodzaju żądania, które można analizować jako część ruchu dekolonizacyjnego, stają się coraz bardziej widoczne w XXI wieku i mają wiele reperkusji. W związku z tym w 2008 r. powołano do życia Komisję Prawdy i Pojednania w Kanadzie. W 2012 r. powstał ruch Idle No More. W 2015 r. przygotowano grunt pod publiczne oświadczenie Prezesa Sądu Najwyższego Beverley McLachlin, że polityka Kanady wobec ludności tubylczej w XIX i XX wieku miała na celu dokonanie ludobójstwa kulturowego.
W 2021 r. na terenie dawnych katolickich szkół z internatem w Kanadzie znaleziono anonimowe ciała setek dzieci rdzennych mieszkańców. Odkrycie to powszechnie wywołuje oburzenie zarówno wśród większości rdzennych, jak i nierdzennych mieszkańców oraz - w oczach wielu - potwierdza zasadność zarzutów wysuwanych przez ludność rdzenną. 26 lipca 2021 r. Mary Simon została pierwszą osobą pochodzenia indiańskiego obejmującą urząd Gubernatora generalnego Kanady.
W tym samym roku wiele rdzennych kobiet objęło kierownicze stanowiska w ramach swoich narodów. I tak, Mandy Gull-Masty, Kahsennenhawe Sky-Deer i RoseAnne Archibald zostały mianowane - odpowiednio - przywódczyniami narodu Kri, Rady Mohawków z Kahnawake i Zgromadzenia Pierwszych Narodów, co zwiastować może znaczące zmiany.

## Powiązane artykuły
- 27 śmierci Toby'ego Obeda